# Lorle Herdey-von Savageri
Eleonore „Lorle“ Herdey-von Savageri (* 28. Oktober 1923 in Graz; † 1. Oktober 2008) war eine österreichische Architektin. Sie war die erste weibliche Lehrende an der Technischen Universität Graz.

## Leben und Werk
„Lorle“ von Savageri (spätere Herdey) wurde als Tochter ihres Vaters Bruno von Savageri geboren. Sie schloss ihr Architekturstudium an der TU Graz am 15. April 1945 ab und war ab dem Wintersemester 1945/46 die erste Frau als Lehrende dieser Hochschule.
Schon ab 1944 arbeitete sie als wissenschaftliche Hilfskraft und wurde ab Oktober 1945 bei Friedrich Zotter, dem späteren Rektor und Prorektor, Hochschulassistentin. Sie lehrte am Institut für Baukunst und Entwerfen ab dem Wintersemester 1945/46 das Fach Bauaufnahme und Architekturskizzieren. Während der Rektorenzeit von Zotter 1948/49 übernahm sie einen großen Teil seines Unterrichts und sonstiger Verpflichtungen. Ihre Dissertation konnte sie aus diesem Grund nicht abschließen. Eine universitäre Karriere war damit ausgeschlossen. Als Hochschulassistentin arbeitete sie bis zum Studienjahr 1951/1952 und als Lehrbeauftragte bis zum Studienjahr 1960/61.
Am 20. April 1946 heiratete sie Wilhelm Andreas Herdey, mit dem sie ein Architekturbüro in Graz betrieb. Ab 1947 realisierte sie mit ihrem Ehemann Industrie-, Wohn-, Kultur- und Spitalbauten in Österreich und im Ausland. Das Paar war an Bauten von Karl Raimund Lorenz für die Technische Hochschule und die Karl-Franzens-Universität beteiligt. Lorle und Wilhelm Herdey realisierten 1957 das ehemalige Heizhaus in der Universitätsstraße 6 und von 1959 bis 1964 das Wasserbaulaboratorium. 1968 fertigten sie einen Entwurf für einen Neubau am Parkareal vor dem Palais Meran der Kunstuniversität Graz. Das Paar realisierte während der 1960er-Jahre den Ausbau des Krankenhauses Kitzbühel und von 1972 bis 1975 den Ausbau des Diakonissen-Krankenhauses in Schladming.
Ihre Entwürfe waren Teil des Kunstwettbewerbs im Rahmen der Olympischen Sommerspiele 1948, doch die geplanten Tennisplätze am Westufer des Leopoldskroner Weihers im Bereich des sogenannten Königswäldchens wurden nicht realisiert.

## Belege
1. 1 2  Ute Wiedner, Ines Hopfer-Pfister: Mit Mut und Verstand: 100 Jahre Frauen an der Technik. 5. April 2019, abgerufen am 16. Juni 2022.
2. 1 2  diglib.tugraz.at, Haben Sie gewusst, ... wer die erste Lehrende an der TH Graz war? in: TU Graz people Nr.59/2016-3, S. 18, abgerufen am 17. Juni 2022.
3. ↑  Lorle Herdey-von Savageri. In: Olympedia. Abgerufen am 20. August 2020.

| Personendaten    | Personendaten                 |
| ---------------- | ----------------------------- |
| NAME             | Herdey-von Savageri, Lorle    |
| ALTERNATIVNAMEN  | Herdey-von Savageri, Eleonore |
| KURZBESCHREIBUNG | österreichische Architektin   |
| GEBURTSDATUM     | 28. Oktober 1923              |
| GEBURTSORT       | Graz                          |
| STERBEDATUM      | 1. Oktober 2008               |